# Peania
Peania (gr. Παιανία) – miasto w Grecji, w regionie Attyka, w administracji zdecentralizowanej Attyka, w regionie Attyka, w jednostce regionalnej Attyka Wschodnia. Siedziba gminy Peania. W 2011 roku liczyło 14 595 mieszkańców.
- Centrum greckiego przemysłu elektronicznego: technika oświetleniowa[2], informatyka i telekomunikacja[3]. Na terenach pomiędzy Peanią a gminą Wari trwa budowa kolejnych obiektów, o deklarowanych ambicjach "greckiej doliny krzemowej"[4].
- Międzynarodowe centrum wystawiennicze MEC[5] rokrocznie gości targi krajowe i międzynarodowe.
- Sąsiedztwo autostrady Attiki Odos[6], łączącej graniczące z Peanią lotnisko "Eleftherios Venizelos", z Atenami i z Elefsiną. Jeden z węzłów drogowych Peanii dołącza do autostrady dwie trasy ekspresowe, wiodące do nadmorskich Wari i Warkizą oraz do Lawrio.
- Szybka kolej podmiejska "Proastiakos", poprowadzona między nitkami autostrady, wiedzie przez aglomerację Aten, do Koryntu, Kiato, docelowo także do Patras.
- Przy autostradzie, od strony portu lotniczego[7] duże centrum handlowe sieci Ikea, Kotsovolos, Factory Outlet, Leroy-Merlin i kilku mniejszych.
- W pobliskim górskim zboczu Hymetu, w Grecji znanego jako Imitos, na wysokości 510 m n.p.m., leży najciekawsza z attyckich jaskiń, Kutuki (Κουτούκι). Jej korytarze, ze ścieżką zwiedzania o długości 350 m, wiodą do ciekawych form skalnych: "słoń", "koń", "wieża w Pizie", "statua wolności", "smok" i do komnaty centralnej, o średnicy około 60 m.[8][9]

Od lat 60. jaskinia i przyległe do niej muzeum podległy intensywnej eksploatacji turystycznej i pedagogicznej. Pociągnęło to za sobą zmianę flory jaskini, toteż w 2012 r. podjęto konserwację i przebudowę obiektu - do 2014 r. pozostanie nieczynny.